# Бешта-Боровский, Ян
Ян Бешта-Боровский (пол. Jan Beszta-Borowski; 14 декабря 1936 года, Боровске-Ольки, Белостокское воеводство — 9 сентября 2021 года) — польский фермер и политик, диссидент времён ПНР, участник Круглого стола, посол на Сейм.

## Биография
В 1953 году, будучи студентом техникума механизации сельского хозяйства в Белостоке, на политическом процессе был приговорен к 2,5 годам лишения свободы и отправлен работать на шахту. С 1958 года работал фермером. Арестовывался за невыполнение обязательных поставок.
В 1979 году вышел на пенсию. В 1981 году возглавил Белостокское воеводское отделение Независимого самоуправляющегося профсоюза индивидуальных фермеров «Солидарность». Также был одним из национальных лидеров этого союза. Дважды был интернирован во время военного положения и освобожден по состоянию здоровья. С 1983 года участвовал в Национальном комитете сопротивления фермеров. Был арестован за оппозиционную деятельность в 1985 году и через несколько месяцев освобожден по амнистии. Участник Круглого стола в подгруппе по сельскому хозяйству. В 1989 году стал послом на Сейм X каденции от Бельского округа по списку Гражданского комитета. В Сейме принадлежал к Гражданскому парламентскому клубу. В 1995 году вступил в Движение за реконструкцию Польши, от имени которого баллотировался на парламентских выборах 1997 года в Белостокском избирательном округе, после выборов вышел из партии. Автор книги «Полвека чумы. Мои заметки, факты и размышления» (2002).
В парламентском выступлении в октябре 1991 года заявил, что отец Влодзимежа Цимошевича, будучи начальником отдела военной информации Военно-технического университета, жестоко обращался с допрашиваемыми. В судебном разбирательстве, вытекающем из этого спора, суд установил, что Влодзимеж Цимошевич был прав.
Похоронен в Ухово.

## Награждения
В 2001 году за заслуги в построении демократического польского государства и гражданского общества был награжден Золотым крестом Заслуги президентом Александром Квасьневским, но отказался принять эту награду. В 2011 году не согласился получить Крест Свободы и Солидарности. В 2015 году президент Анджей Дуда наградил его Командорским крестом ордена Возрождения Польши за выдающиеся заслуги в продвижении демократических перемен в Польше. Также отказался принять эту награду, мотивируя это протестом против «его уничтожения».